# Đại học Maejo
Đại học Maejo (tiếng Thái Lan: มหาวิทยาลัยแม่โจ้), tọa lạc tại Chiang Mai, Thái Lan, là trường nông nghiệp sớm nhất ở Thái Lan. Trường được thành lập năm 1934 với tên gọi là Trường Sư phạm Nông nghiệp miền Bắc, sau đó trường được tái cơ cấu và đổi tên nhiều lần cho đến khi trở thành trường đại học công lập hoàn toàn năm 1996 với tên gọi như hiện nay. Cơ sở chính của trường đặt tại thành phố Chiang Mai bao gồm các khoa: Kinh doanh nông nghiệp, Khoa học, Sản xuất nông nghiệp, Kỹ thuật, Công nông nghiệp. Ngoài ra, trường đại học còn hai cơ sở nhỏ khác tại  Phrae và Chumphon.